# Корецкое княжество
Корецкое княжество — удельное вассальное княжество XV-XVII веках в Великом княжестве Литовском (с 1569 года — Речи Посполитой). Включало земли Западной Волыни с центром в городе Корец (ныне районный центр в Ровенской области, Украина). Князьями были представители родов Корецких, Лещинских и Чарторыйских.

## История
В 1407 году великий князь Литовский Витовт предоставил Александру Патрикиевичу (? — 1433), внуку Наримунта, бывшему Стародубскому князю, во владение Корецкий замок, ставшем основой Корецкого княжества, но окончательно в качестве автономного княжества он утвержден только в 1443 году. Первые князья были противниками централизаторской политики великих князей Литовских, отстаивали сохранение прав волынской знати. Поэтому поддерживали сопротивление во главе со Свидригайлом. Вместе с тем в течение 2-й половины XV века происходит развитие и расширение княжества путем покупки и жалованья земель.
В 1502 году после смерти князя Ивана Корецкого княжество было разделено между его сыновьями Федором, Иваном, Василием, Львом и Александром. Лишь в 1520-х годах Богуш II восстановил единство княжества. В 1590-х годах правители княжества перешли в унию, которую активно насаждали в своем уделе. В 1620-х годах — покатоличились.
В отличие от других уделов, Корецкое княжество не потеряло автономное устройство. До самого конца князья Корецкие пробовали вести свою политику, держали большое дворовое войско, вмешивались в дела княжества Молдавии. Авантюрная политика Самуила Корецкого в 1618—1620 годах была одной из причин Хотинской войны. В 1651 году после смерти князя Самуила Корецкого, последнего представителя рода по мужской линии, было разделено между родами Чарторыйских и Лещинских. При этом Самуил Лещинский получил собственно Корец, за который потом судился с Чарторыйскими. В дальнейшем княжество превратилось в отдельные земельные владения. В 1703 году все владения бывшего княжества перешли к князьям Корецким и Чарторыйским.

## Управление
Князья не подлежали местной администрации (уездной или воеводской), только в некоторых вопросах великому князю литовскому или польскому королю. Здесь безраздельно властвовало княжеское право (лат. jus ducale), благодаря чему оно фактически превратилось в государство в государстве. Суверенность землевладения относилась к основополагающим элементам княжеского права. Также правителя Острожского княжества выводили собственные вооружённые отряды (почты) под родовым гербом, а хоругвями Волынского воеводства.

## Экономика
В княжество со столицей в Корце входило 6344 дыма. Основу составляла торговля, поскольку через земли княжества шли важные торговые пути (через Корец из Львова и Луцка в Киев). Экономика базировалась преимущественно на торговле лесными товарами (золой, поташем, древесиной). В городах существовали крупные централизованные склады (шпихлиры), к которым свозили продукцию, изготовленную в окрестных лесах, а отсюда уже распродавали или вывозили на продажу.
Со 2-й половины XVI века с внедрением системы поместий стремительно развивается земледелие. Доходы приносила также Корецкая таможня. Пошлиной облагался не только проезд с товарами через город, но и пребывание в нём купцов сверх установленного срока.
В XVI — первой половине XVII века Корец вырос как город и был важным торгово-экономическим центром Волынского воеводства. В 1640-х годах в Корце проживало 6,7 тыс. человек. Это был один из самых больших городов Волыни.
Значительный удар в 1649—1670 годах нанесена освободительная борьба украинского народа под руководством Богдана Хмельницкого и период Шведского потопа. К этому добавилось разделение княжествами между магнатами, враждовавшими за наследство. По данным подымного реестра 1654 года 19 поселений Корецкой волости, в том числе Корец и три городка (Ярун, Киликиев, Межирич), внесли пятикратный подымный налог от 231 дыма, тогда как в 1629 году — от 2901 дыма. Таким образом, в Корцы осталось около 20-30 дымов, то есть 2-3 % предвоенного количества (1124 дыма). Некоторые деревни вообще перестали существовать.

## Князья Корецкие
- Александр Патрикеевич Корецкий
- Василий Александрович Корецкий
- Богуш Васильевич Корецкий
- Иван Васильевич Корецкий
- Фёдор Иванович Корецкий
- Иван Иванович Корецкий
- Лев Иванович Корецкий
- Василий Иванович Корецкий
- Александр Иванович Корецкий
- Богуш Фёдорович Корецкий
- Иоахим Бугушевич Корецкий
- Самуил Корецкий
- Кароль Корецкий
- Самуил Кароль Корецкий